# Nomades
Nomades è il secondo album della cantante francese Guesch Patti pubblicato nel 1990.

## Tracce
1. L'homme au tablier vert (Fleurs Carnivores) (Guesch Patti / Jam'Ba) 4:15
2. Dans l'enfer (Guesch Patti / Encore) 4:32
3. Comment dire (Guesch Patti / Vincent Bruley) 4:02
4. Il va loin le malheur (Guesch Patti / Christophe Rose) 3:52
5. Et même (Guesch Patti / Christophe Rose - Y. Abadi) 3:39
6. Nomade (Guesch Patti) 4:22
7. J'veux pas m'en mêler (Guesch Patti / Jam'Ba) 4:10
8. Opéra (Guesch Patti / Christophe Rose - Y. Abadi) 4:05
9. Râler (Guesch Patti / Christophe Rose - Y. Abadi) 4:03
10. Piège de lumière (Guesch Patti / Jam'Ba) 4:23
11. Libido (Guesch Patti / Christophe Rose - Y. Abadi) 3:37
12. Encore (Guesch Patti / Christophe Rose - Y. Abadi) 3:11
13. Merci (Guesch Patti / L. Athanase) 4:28